# Поледица
Поледица е много тънък слой лед, който се образува по пътища и тротоари при понижаване на температурата на въздуха и почвата. Поледицата се наблюдава само на нивото на земната повърхност. Образува се, когато завали дъжд от преизстудени водни капки (с температура под 0 °С). С докосването си до земната повърхност или до предметите по нея капките мигновено замръзват, като покриват всичко с прозрачен лед. Поледица се получава и тогава, когато вали дъжд върху повърхнина с отрицателни температури. Тя е характерно явление за края на есента или за началото на пролетта в умерените ширини.
Тази тънка кора лед има цвета на материала под нея и е много трудно забележима. Може да създаде хлъзгави и опасни условия, без шофьорите или пешеходците да забележат променящите се метеорологични условия. В действителност този лед е толкова тънък, че е напълно прозрачен и по тази причина изглежда същия цвят, какъвто е предметът, обикновено черен асфалт. Може да се образува на повърхността на вода, а също така на мостове. Магнезиев дихлорид или калциев дихлорид се използват вместо сол при по-ниски температури за борба с поледицата.
Поледицата е най-разпространена в ранните сутрешни часове, особено след като разтопеният сняг по пътищата е замръзнал през нощта, когато температурите паднат под нулата. Може да се образува и когато пътните платна са хлъзгави от дъжд и температурите паднат под нулата през нощта.